# ACR 시에나 1904

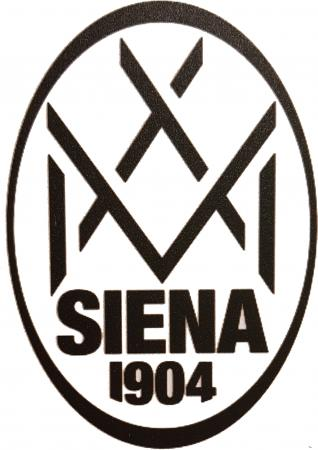
2020~2021년에 사용된 로고.

ACR 시에나 1904( Associazione Calcio Robur Siena 1904)는 시에나에 있는 아르테미오 프란키 경기장을 연고로 하는 이탈리아의 축구 클럽이다. 2012-13 시즌에 세리에 A에서 강등된후, 최근까지 세리에 B에 참가했으며, 2014년 7월 16일에 주요 스폰서 기업인 몬테파스키 은행의 재정난으로 파산하며, 새로운 명칭으로 재창단하였다.

## 선수 명단

### 현역
2024년 2월 3일 기준

참고: FIFA 자격 규정에 따라 소속된 국가대표팀 국기를 표시합니다. 선수는 복수의 FIFA 비회원국 국적을 가지고 있을 수 있습니다.
| 번호 | 포지션 | 국적 | 이름               |
| ---- | ------ | ---- | ------------------ |
| 2    | DF     |      | 알레산드로 라이모  |
| 3    | DF     |      | 알레산드로 파발리  |
| 7    | DF     |      | 프란체스코 디산토  |
| 8    | MF     |      | 다비데 불리오      |
| 9    | FW     |      | 알베르토 팔로스키  |
| 11   | FW     |      | 마르코 프레디아니  |
| 13   | DF     |      | 루카 크레센지      |
| 14   | MF     |      | 마르코 멜리        |
| 21   | DF     |      | 엔리코 베아르초티  |
| 22   | GK     |      | 로렌조 마니        |
| 33   | FW     |      | 안드레아 드 파올리 |
| 36   | DF     |      | 주세페 베르두치    |

| 번호 | 포지션 | 국적 | 이름            |
| ---- | ------ | ---- | --------------- |
| 77   | DF     |      | 다미아노 프랑코 |

## 역대 감독
| 감독              | 임기        |
| ----------------- | ----------- |
| 마르첼로 리피     | 1986 ~ 1987 |
| 루이지 데 카니오  | 1995 ~ 1996 |
| 루이지 데 카니오  | 2005 ~ 2006 |
| 마르코 잠파올로   | 2008 ~ 2009 |
| 알베르토 말레사니 | 2009 ~ 2010 |
| 안토니오 콘테     | 2010 ~ 2011 |
| 파올로 네그로     | 2021        |